# Vintapperrampen
Vintapperrampen er en motorvejsudfletning der forbinder Lyngbymotorvejen (201) nordgående med Motorring 3 (E47) sydgående. Den blev indviet 8. august 2012.
Under opførelsen var der uenighed mellem Energinet.dk og Vejdirektoratet om betaling for beskyttelse af nedgravede højspændingskabler. Sagen blev prøvet gennem flere instanser og fik først sin konklusion ved Højesteret i 2015.